# 角田哲哉
角田 哲哉（かくた てつや、1959年 - ）は、日本の学者。放送大学准教授。専門分野は特別支援教育、臨床心理学。

## 略歴
- 1982年 武蔵大学人文学部日本文化学科 卒業
- 2006年 聖徳大学大学院児童学研究科博士前期課程 修了
- 2011年 放送大学大学院文化科学研究科臨床心理学プログラム 修了

## 著書
- 2000年 香川邦生・藤田和弘 編, 自立活動の指導～新しい障害児教育への取り組み～, 教育出版, 「慢性疾患児の自立活動」P140～144
- 2001年 横田雅史監修(部分執筆) 全国病弱養護学校長会編, 病弱教育Q&A, ジアース出版
- 2002年 宮本茂雄・林邦雄・細村迪夫・金子健 編著, 障害児のための授業法ハンドブック, コレール社, 「『健康の保持』を中心にした授業」P130～137